# گونتر راث
گونتر راث (به انگلیسی: Guenther Roth) و (به آلمانی: Günther Roth)؛ (۱۲ ژانویه ۱۹۳۱–۱۸ مه ۲۰۱۹)، جامعه‌شناس آلمانی - آمریکایی بود. او به عنوان پژوهشگر، مترجم و ویراستار برجسته آثار ماکس وبر در جهان انگلیسی زبان شناخته شده‌است. وی همراه با کلاوس ویتیچ، نخستین نسخه کامل کتاب کلاسیک «اقتصاد و جامعه» وبر را به انگلیسی ترجمه و ویرایش کرد. از سال ۲۰۱۳، او استاد بازنشسته در دانشگاه کلمبیا است. بعدها، علاقه پژوهشی او به جنبه‌های زندگی‌نامه کلاسیک‌های جامعه‌شناسی، به‌ویژه تبارشناسی خانواده وبر گسترش یافت.
راث در دانشگاه گوته فرانکفورت زیر نظر تئودور آدورنو، ماکس هورکهایمر و فریدریش پولاک تحصیل کرد و در انجمن پژوهش‌های اجتماعی در فرانکفورت کار می‌کرد. او در سال ۱۹۵۳ وارد ایالات متحده شد و تحصیلات تکمیلی خود را در دانشگاه کالیفرنیا، برکلی به پایان رساند. در سال ۱۹۶۰، او دکترای خود را تحت نظر راینهارد بندیکس با رساله‌ای در مورد توسعه سوسیال دموکراسی در امپراتوری آلمان (۱۸۷۱–۱۹۱۸) گرفت.
راث در سال ۱۹۶۳ شهروند ایالات متحده شد. او از سال ۱۹۷۰ تا ۱۹۸۸ در دانشگاه واشینگتن و سپس تا زمان بازنشستگی در سال ۱۹۹۷ در دانشگاه کلمبیا تدریس کرد.
او با مورخ کلمبیایی، کارولین باینوم ازدواج کرد.